# Laura De Luca (giornalista)
Laura De Luca (Roma, 11 marzo 1957) è una giornalista italiana.

## Biografia
Laureata in Filosofia all'Università degli Studi di Roma "La Sapienza", si è formata presso lo Studio Paolino Internazionale della Comunicazione Sociale. Dal 1982 al 2022 ha lavorato alla "Radio Vaticana" dove è stata caporedattrice, inviata in viaggi papali, autrice e regista di vari programmi, occupandosi in particolare della riedizione dello storico format delle "Interviste impossibili".
Come saggista ha approfondito il linguaggio radiofonico in varie pubblicazioni e convegni. Ha firmato anche alcuni romanzi, testi di varia e raccolte poetiche.
Per Armando Editore dirige la collana XXI Venturo e la collana La Sfida IA versus IU.
Suoi testi sono stati rappresentati anche in teatro per la regia di Antonello Avallone e Renato Giordano con la partecipazione di Nino Castelnuovo, Sergio Ammirata, Gianni Musy, Paolo Lombardi, Arnaldo Ninchi, Giuliana Lojodice, Milena Vukotic, Nando Gazzolo, Roberto Herlitzka, Luigi Diberti, Glauco Mauri, Renato Giordano, Mariano Rigillo.
Insieme a Renato Giordano cura la rassegna “Le interviste impossibili – Dalla radio al palcoscenico”, al Teatro Tordinona a Roma.
Sperimenta contagio fra editoria classica e universo digitale, in particolare con una riedizione illustrata dei Sonetti di William Shakespeare e firma il blog Cartoline da Marte.
Come disegnatrice, allieva di Fabrizio Dell’Arno e di Klirò, ha esposto in alcune personali e collettive e illustrato volumi suoi e di altri. Figlia dell’illustratore e fumettista Gianni De Luca, su cui ha firmato alcuni testi critici, è depositaria e curatrice dell’archivio paterno, con particolare attenzione alla sua diffusione grazie alle nuove tecnologie .